# Austrolebias charrua
Austrolebias charrua är en fiskart som beskrevs av Costa och Cheffe 2001. Austrolebias charrua ingår i släktet Austrolebias och familjen Rivulidae. Inga underarter finns listade.